# Joseph Petty
Pour les articles homonymes, voir Petty.
Joseph M. Petty est un avocat et homme politique américain, actuel maire de Worcester, dans le Massachusetts.

## Jeunesse et éducation
Élevé à Worcester, Petty est diplômé du Lycée catholique Holy Name Central. Il a fréquenté le Nichols College et a obtenu un diplôme de Juris Doctor de la New England Law Boston.

## Carrière politique

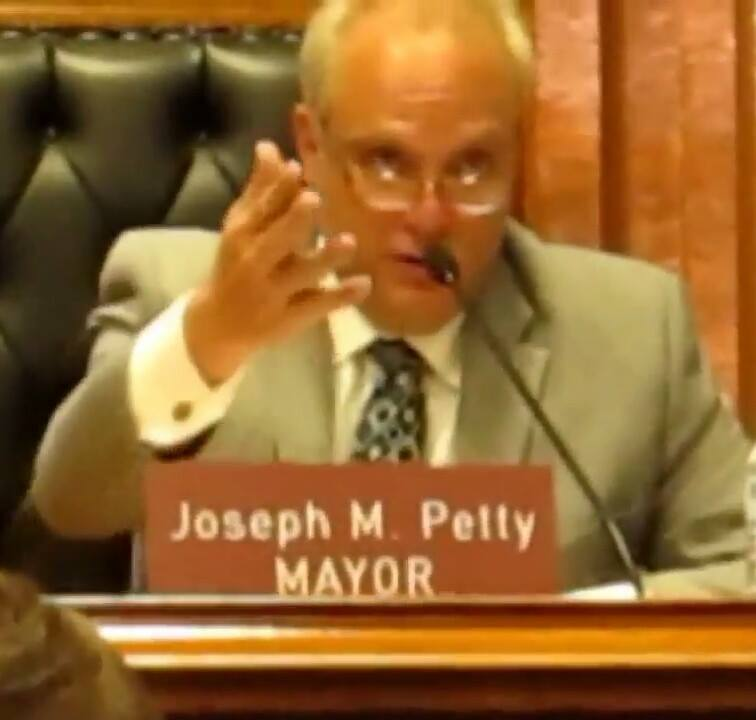
Petit en 2014

Petty a été élu pour la première fois au conseil municipal de Worcester en 1997. Après avoir servi six mandats de deux ans au conseil, il a lancé une campagne pour devenir maire en 2011 lorsque le titulaire Joseph C. O'Brien a décidé de ne pas se représenter en raison de problèmes familiaux,. Il a battu l'ancienne maire Konstantina Lukes, le candidat éternel Bill Coleman et Carmen Carmona en obtenant 48 % des voix exprimées. Au cours de la campagne précédente, Petty a reçu le soutien du membre du Congrès Jim McGovern.
En tant que maire, Petty a supervisé la démolition partielle et le réaménagement de Worcester Common Outlets, un centre commercial abandonné du centre-ville. Cet effort consiste à recréer une route directe entre Union station et Worcester City Hall and Common qui a été perdue lors de la construction du centre commercial dans les années 1960.
En mai 2012, Petty a négocié un compromis sur la réforme fiscale entre les conseillers municipaux. Certains conseillers étaient favorables à une forte baisse du taux d'imposition commerciale de la ville, tandis que d'autres souhaitaient maintenir le taux d'imposition résidentielle le plus bas possible. Petty a proposé un compromis qui réduisait le taux d'imposition commerciale de 5,57 $ et augmentait le taux d'imposition résidentielle de 92 ¢ par tranche de 1 000 $ de valeur imposable. Cette réforme fiscale, adoptée par 6 voix contre 5, a fait l’objet d’une controverse, car elle a été révélée à la suite d’une révélation selon laquelle les réévaluations annuelles des propriétés entraîneraient des factures d’impôts commerciaux considérablement plus élevées. Alors que les évaluateurs de la ville ont soutenu que l'augmentation des factures d'impôts était due à des réformes, comme la prise en compte du taux d'inoccupation exact d'un bâtiment lors du calcul de son évaluation, d'autres personnalités ont accusé les administrations passées d'avoir indûment outrepassé les évaluations pour fournir des factures d'impôts moins élevées. Il a été réélu pour un second mandat en 2013. Il a été réélu pour un troisième mandat en 2015.
Début 2017, Petty s'est excusé après avoir été filmé en train de faire des remarques désobligeantes à l'encontre de personnes protestant contre une proposition du conseil municipal. Plus tôt dans la soirée, il avait remercié les manifestants, affirmant qu'ils rendaient Worcester fier. 
Il a été réélu pour un quatrième mandat en 2017, et pour un cinquième mandat en 2019. Cela fait de lui le premier maire de l'histoire de Worcester à recevoir un cinquième mandat de deux ans en tant que maire. En 2021, Petty a remporté un sixième mandat de maire et un treizième mandat de conseiller municipal. 

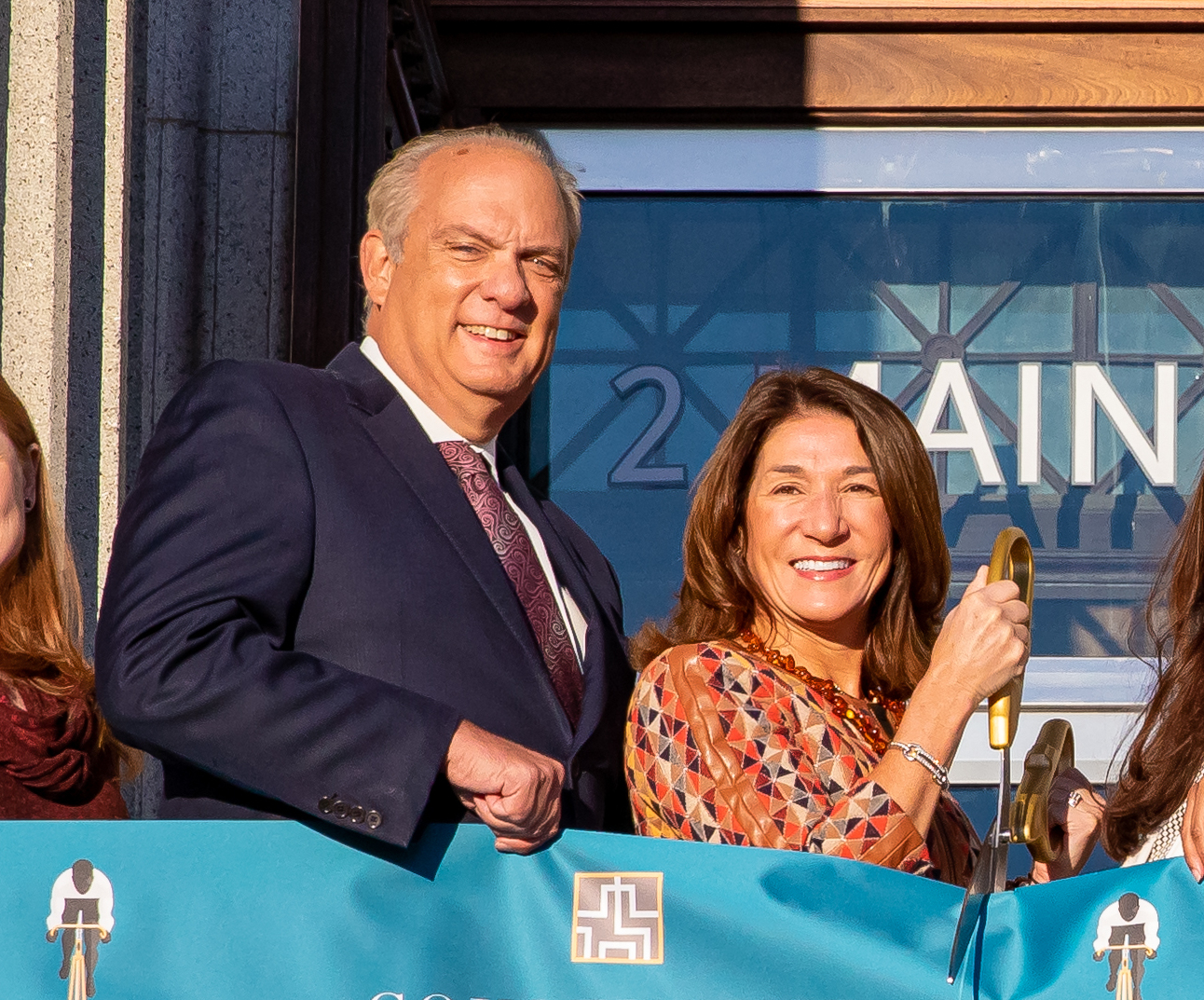
Murray et la lieutenante-gouverneure en 2021

Lors des primaires présidentielles du Parti démocrate de 2020, il a apporté son soutien à la canadidature d'Elizabeth Warren.

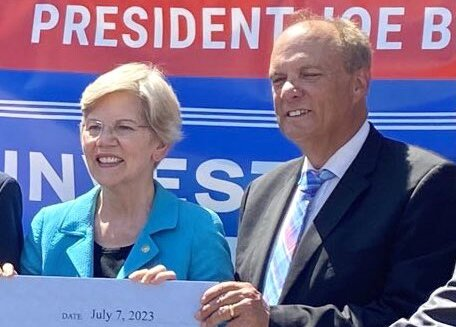
Petty lors d'un événement avec la sénatrice américaine Elizabeth Warren en 2023

Le 22 février 2022, Petty s'est présenté comme candidat au 1er district de Worcester au sénat du Massachusetts. Il avait déjà été présenté comme candidat potentiel à la suite de la décision de la titulaire Harriette L. Chandler de prendre sa retraite. Il a officiellement annoncé sa candidature au siège le 9 mars. Il a été battu lors de la primaire démocrate du 6 septembre par Robyn Kennedy.

## Vie personnelle
Petty est marié à Gayle Perrone et ils ont trois enfants.